# 金碧酒家
金碧茶樓酒家，簡稱金碧酒家，是阮秋在1943年創辦的酒樓，位於香港彩虹邨金碧樓的底層。它在初期會經營茶市和午市，因此全稱會包含茶樓。之後因員工年紀問題而只經營晚市。該酒家在2003年後以懷舊菜作其主打菜式，並會在節慶時舉辦蛇宴、盆菜宴、龍躉宴等宴會。
金碧酒家在1943年開始以「秋記酒樓」的名義在牛池灣營業。之後彩虹邨金碧樓建成入伙，它於是在1964年搬到該樓宇繼續營業，並改名為「金碧茶樓酒家」。2011年，阮秋因病離世，酒家改由其子女繼續經營。2023年至2024年期間，香港政府分階段公佈有關重建彩虹邨的安排。金碧酒家的其中一位負責人阮振強在2024年表示，他們或選擇在重建時結業。另一位負責人則表示有意在重建後再於彩虹邨繼續營業。

## 歷史
金碧酒家在1943年開始以「秋記酒樓」的名義在牛池灣營業，由阮秋創辦。之後彩虹邨金碧樓開始入伙，它於是在1964年搬到該樓宇繼續營業，並改名為「金碧茶樓酒家」。1960年代，它在《彩坪日報》上刊登了一則廣告，成為該間酒家唯一對外刊出的廣告。第二次世界大战後於嬰兒潮誕生的一代及於附近小巴總站停泊小巴的司机為當時金碧酒家的主要客源。除此之外，來自啟德機場的遊客和員工也會前來光顧。
2003年，SARS冠狀病毒在香港引起疫情，令該酒家生意受到打擊。阮秋的兒女於是回到酒家協助應對這一環境，並改良菜式。2011年，由於彩虹邨整體人口老化，酒家欠缺顧客光顧，所以它不再提供點心。同年，阮秋因病離世，酒家改由其子女繼續經營。2023年至2024年期間，香港政府分階段公佈有關重建彩虹邨的安排。金碧酒家的其中一位負責人阮振強在2024年表示，他們或選擇在重建時結業。另一位負責人則表示有意在重建後再於彩虹邨繼續營業。

## 位置及營運
金碧酒家位於彩虹邨金碧樓的底層。它的全稱包含茶樓的原因在於它開業時會經營茶市和午市，之後因員工年紀問題而只經營晚市。內部裝修具傳統酒家色彩，如採用青綠色瓷磚的牆壁、綠白色的皮石地板、以紅色作底色的金字牌匾。牆上掛有香港的社會名人光顧酒家時的照片。正門掛有對聯，寫有「金盞銀盤佳餚迎貴客」和「碧杯玉箸美酒讌嘉賓」，它由顧客送贈。
它還在經營茶市和午市時會把傳統茶市的「一盅兩件」改為「一盅一件」，以迎合長者食量較少的特點；午市則主要出售盖浇饭。該酒家在2003年後以懷舊菜作其主打菜式，並會在節慶時舉辦蛇宴、盆菜宴、龍躉宴等宴會。2023年《大公报》的報導指出它提供的懷舊菜有超過20款，其中包括八寶鴨、酥炸蟹鉗、錦鹵雲吞。由於它們不少需要時間製作，所以酒樓會要求顧客預訂座位。

## 迴響
《飲食男女》在2010年寫道金碧酒家成為了彩虹邨居民的共同回憶，而且它「細心為邨民服務」——香港浸會大學人文及創作系講師駱頴佳表示其寫法是在把該酒家視為「充滿人情味的情動空間」及社會企業，較不重視其商業性:152。雜誌美食專欄作者方健儀讚揚金碧酒家具「懷舊」色彩，讓人「走進去即很有兒時感覺」。飲食寫作人陳俊偉指該酒樓的設計在2024年的香港已是罕見，並讚揚它的綠色瓷磚牆。TOPick記者馮柏偉同樣指其綠色瓷磚牆有「人情味」。
《信報》專欄作者劉健威表示金碧酒家對粵菜的煮法「粗豪而有個性」。方健儀形容它的菜式讓人難忘。《回憶中的香港味道》著者何故對它的食物份量和味道表示好評。《再會茶樓歲月》著者梁廣福讚揚它的懷舊菜為「原汁原味」。《am730》記者在嘗過該店的杏汁豬肺湯後，形容它「香甜濃郁」。陳俊偉亦讚揚上述湯品。同時表示其炸蟹鉗充滿「鮮蝦味」。

## 外部連結
- 金碧茶樓酒家的Facebook專頁